# Ana Bassat
Ana Bassat, graduada en arquitectura per l'Escola Superior d'Arquitectura de Barcelona (ETSAB) l'any 1993 i sòcia fundadora de l'estudi d'arquitectura b720 fermín Vázquez arquitectes des de 1997, és sòcia de l'ArquinFAD (Associació pel foment de les arts i el disseny). Ana Bassat s'encarrega de l'organització, metodologia, recursos i gestió econòmica de la firma, liderant el creixement i l'expansió internacional.

## Trajectòria professional
b720 Fermín Vázquez Arquitectos, és un estudi d'arquitectura fundat l'any 1997 amb oficines a Barcelona i Madrid i un equip pluridisciplinar de més de 30 professionals. A l'estudi es desenvolupen projectes locals i internacionals en col·laboració amb altres despatxos com David Chipperfield (Ciutat de la Justícia de Barcelona i L'Hospitalet de Llobregat o l'edifici Copa Amèrica 2007 a València; Toyo Ito (Hotel Porta Fira i Torre Realia BCN del nou recinte de la Fira de Barcelona); Jean Nouvel (Torre Agbar, ampliació del Museo Nacional Centro de Arte Reina Sofía a Madrid i el Parc del Poblenou de Barcelona).

### Obres representatives
- Edifici Germina (Badalona), 2018[3]
- Lycée Français Maternelle (Barcelona), 2018[4][5]
- Torre Itaim (Sao Paulo), 2018[6]
- Oficines Rios Rosas (Madrid), 2016
- Mercat dels Encants (Barcelona), 2013
- Habitatge Projecte SEPES, Mieres (Astúries), 2011
- Aeroport Lleida-Alguaire (Lleida), 2010
- Gran Casino Costa Brava (Lloret de Mar), 2010
- Hotel i Oficines Torres Porta Fira (L'Hospitalet de Llobregat), 2010
- Ciutat de la justícia[2] (Barcelona i l'Hospitalet de Llobregat), 2009
- Plaça del Torico (Teruel), 2008
- Parc del Poblenou (Barcelona), 2007
- Edifici Foredeck Veles e Vents (València), 2007
- Habitatges Diagonal – Bilbao (Barcelona), 2007
- Edifici d'oficines Indra Sistemas (Barcelona), 2006
- Hotel La Mola i centre de convencions (Terrassa), 2006
- Torre Agbar (Barcelona), 2005
- Ampliació del Museo Nacional Centro de Arte Reina Sofía (Madrid), 2005
- Oficines Mestre Nicolau (Barcelona), 2002
- Habitatges Rambla Catalunya (Barcelona), 2001

### Premis i reconeixements[calcitació]
- 2019 – Council on Tall Buildings and Urban Habitat (CTBUH)
- 2014 – AIT Award per l'edifici del Mercat dels Encants de Barcelona
- 2010 - Premio RIBA Award 2010 por la Ciudad de la Justicia de Barcelona y L'Hospitalet de Llobregat.
- 2010 - World Architecture Festival Award 2010 en la categoria Community Building per la Ciudad de la Justicia de Barcelona y L'Hospitalet de Llobregat.
- 2010 - Premio ASPRIMA-SIMA 2010 en la categoría de "Millor actuació urbanística” per la Plaçaa del Torico de Teruel.
- 2010 - Premio ASPRIMA-SIMA 2010 en la categoría de "Millor actuació immobiliària no residencial” per les oficines Torre Realia de Plaza Europa,L' Hospitalet de Llobregat.
- 2010 - Premios de Arquitectura NAN per Aeropuerto de Lérida, categoria "Millor projecte no residencial”
- 2010 - Premio Hostelco a La Mola Hotel and Conference Centre com a millor hotel de convencions.
- 2009 - International Award Architecture in Stone per la Plaça del Torico a Teruel.
- 2009 - Obra Sant Josep per la La Mola Hotel and Conference Centre.
- 2008 - Finalista premio FAD pels projectes Veles e Vents i la plaça del Torico.
- 2007 - European Riba Award per l'edifici Veles e Vents de la Copa América de València.
- 2007 - Finalista del Premio de Arquitectura Contemporánea Mies van der Rohe i de la IX Bienal Española de Arquitectura y Urbanismo amb l'edifici Veles e Vents.
- 2006 - Premio Leaf International per l'edifici Veles e Vents.
- 2005 - Premi Future Projects Awards per la Torre Agbar.
- 2004 - Premi Best of Europe – Colour per la Torre Agbar.
- 2006 - Premi Quatrium a l'edifici més innovador per la Torre Agbar.
- 2004 - Premi Ciudades Patrimonio de la Humanidad pel Passeig del Óvalo (Teruel).
- 2004 - Premi Europeo del Espacio Público Urbano pel Passeig del Óvalo (Teruel).

### Exposicions
- Galeria AEDES (Berlin, 2018) – Exposició retrospectiva 20 anys de l'estudi d'arquitectura[7]